# Ayotlán
Ayotlán è un comune del Messico, situato nello stato di Jalisco.